# Carrusel de Broad Ripple Park
El Carrusel del Parque Broad Ripple (del inglés: Broad Ripple Park Carousel), también conocido como el Carrusel de White City (del inglés: White City Carousel) y el Carrusel del Museo de los Niños (del inglés: Children's Museum Carousel), es un antiguo carrusel en el Museo de los Niños de Indianápolis. Fue instalado en 1917 en un parque de diversiones cerca del Río Blanco en Indianápolis, Indiana, ahí se mantuvo hasta que el edificio que lo contenía colapsó en 1956. El mecanismo interno del juego quedó destruido, pero los animales quedaron relativamente sin daños y fueron almacenados por los dueños del parque. Los animales fueron tallados por la compañía de carruseles Gustav Denzel antes de 1900, pero fueron ensamblados por la compañía de carruseles William F. Mangels, la cual proporcionó también el mecanismo del juego.
El museo de los Niños de Indianapolis adquirió sus primeros dos animales para el carrusel en 1965 y los últimos llegaron hasta 1973. El museo planeó vender algunos de ellos para financiar la restauración del resto hasta que el director del museo, Mildred Compton, fue convencido por entusiastas en carruseles para restaurar todas las piezas y recrear el carrusel. La restauración de los animales comenzó en 1966 y no fue sino hasta 1977 que todo el carrusel fue reconstruido. No se había destinado ningún espacio para una exhibición de estas dimensiones dentro del nuevo edificio del museo, y fue necesario volver a diseñar la organización de las piezas para hacer posible la instalación del carrusel en el quinto piso. Un modelo Wurlitzer 146B de 1919, producido únicamente para carruseles, fue igualmente instalado. Ya restaurado, el carrusel mide 13 metros (42 pies) de diámetro y posee 42 animales, incluyendo (además de los clásicos caballos) cabras, girafas, venados, un león y un tigre. Fue nombrado hito histórico nacional en 1987.

## Historia

### Contexto
El carrusel del parque Broad Ripple fue instalado en 1917 en un parque de diversiones a las afueras de Indianápolis, Indiana. El parque de diversiones de White City fue inaugurado en 1906, en lo que ahora es conocido como el pueblo de Broad Ripple, a lo largo del Río Blanco. En 1908, un incendio provocó daños al parque, dejando sin daños únicamente a una alberca. El parque, por consiguiente tuvo que cerrar por tres años, hasta su compra por The Union Traction Company, una empresa de tranvías que lo restauró y lo manejó por once años. El carrusel fue instalado durante el periodo de propiedad de dicha compañía. El parque fue vendido en mayo de 1992 a una extensión del Ripple Amusement Park Association, y fue renombrado Broad Ripple Park. En 1927 el parque fue vendido nuevamente, y cambio de propietario en 1938. La Comisión de Parques de Indianápolis compró la propiedad el 18 de mayo de 1945, pagando aproximadamente 1.6 millones de dólares por el terreno de 24 hectáreas; y cambiando la propiedad en un parque de uso general destruyendo todos los juegos mecánicos que no pudo vender. El plan original de la Comisión era vender el carrusel y la estrecha vía de los juegos mecánicos de riel. El carrusel, al no poder ser vendido, fue lo único que se quedó en Indianápolis; la locomotora de vapor ahora se encuentra en el Museo del Transporte de Indianápolis, en Noblesville (Indiana).

### Instalación
El carrusel fue comisionado a William Hubbs, who had it installed in White City Amusement Park in 1917. Built on a Mangel-Illions mechanism, quien lo tenía instalado en el parque de diversiones White City en 1917. Construido en un mecanismo Mangel-Illinois, usaba animales tallados por la compañía de carruseles Dentzel de Phidadelphia, Pennsylvania antes de 1900. El carrusel fue ensamblado por la compañía de William F. Mangels en 1917. Probablemente no fue el primer carrusel en el parque, pues hay indicios de una atracción similar que provenía de Hartford, Connecticut.
No se sabe nada de la historia de los animales antes de su instalación en 1917 It was probably not the first carousel in the park, as there are indications of a previous ride that came from Hartford, Connecticut. en el carrusel. Durante los 60's los reportajes de periódicos indicaban que se creía que los animales habían llegado a Indianapolis en 1917, importados de Alemania por dos hermanos llamados Mangels, pero la investigación reveló después que los animales fueron fabricados por la compañía de carruseles Dentzel. Also included in the installation were oil paintings on the canopy over the animals and mechanism. También fueron incluidas en la instalación pinturas de óleo en el toldo encima de los animales y el mecanismo.
Parte de la instalación parece haber estado involucrada en la retroadapatación de algunos animales para adpatarse al mecanismo Mangels. Durante este proceso algunos de los animales, los cuales fueron tallados en una posición fija y que no fueron concebidos para ser "saltadores" (animales que se movían arriba y abajo) fueron modificados para permitirles el movimiento.

### Usos del parque

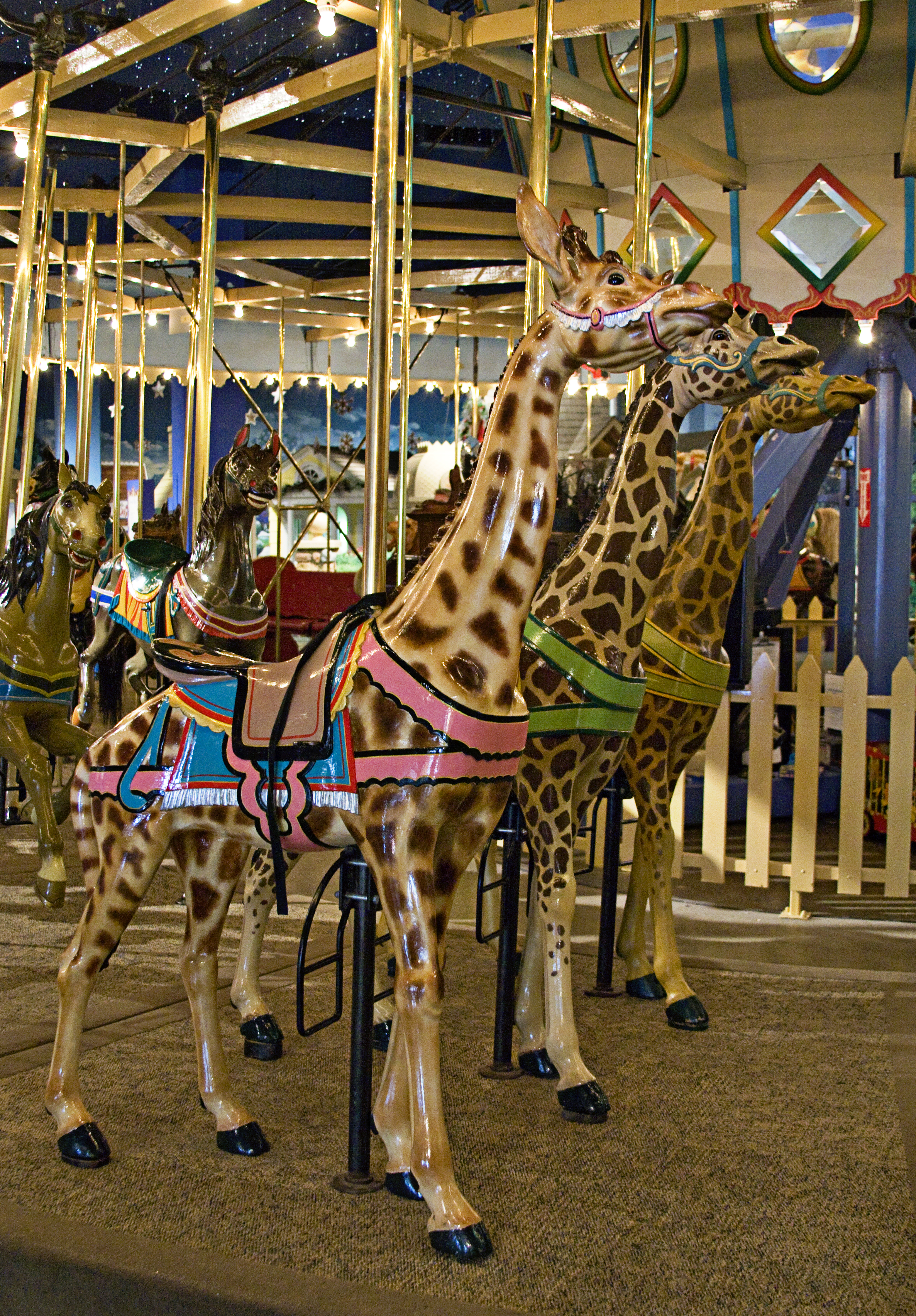
Una fila de jirafas fue siempre parte de los carruseles de Dentzel, al ser éstos sus animales preferidos.

Entre 1917 y 1938, el carrusel se ubicaba cerca de la alberca del parque White City, en un edificio rodeado por un sinnúmero de grandes ventanas. En 1938, después de la compra del parque por William McCurry, el juego fue encerrado en un pabellón con un domo y trasladado al área del parque denominado como el área de juegos infantiles. el carrusel se operó como una Concesión, con un operador, William Hubbs, quien la mantuvo por casi 10 años.
El distrito del parque no movió el carrusel después de asumir el control en 1945, al notarse – por un artículo del periódico de 1955 – que seguía en el mismo lugar en el que había estado por 38 años. El carrusel nuevamente fue operado como una concesión con el parque, pero esta vez por la esposa de Everett DuBois, el director del parque. Al igual que Hubbs, la Señora Dubois operó el carrusel por casi diez años. Aunque el distrito no cambió la ubicación del carrusel, notó en 1955 que el equipo comenzaba a verse viejo, por lo que se dispuso a pintar sobre las pinturas en óleo en el dosel deteriorado. El Liga de Arte de Indianápolis se opuso a ello, y se ofreció a restaurar las pinturas originales en vez de pintar sobre ellas Personajes de Disney.
El pabellón techado que albergaba el mecanismo, se colapsó en 1956, destruyéndolo junto con los soportes de los animales. El distrito del parque desechó las partes mecánicas destruidas y almacenó a los animales. En 1961 las jirafas, junto con otros animales del carrusel, fueron usados en un show de Navidad en el Parque Universitario de Indianápolis. Durante este tiempo, comenzaron a surgir discusiones entre el distrito y la Sociedad del Zoológico de Indianápolis acerca de la posibilidad de la adquisición de los animales por esta última, para su uso en la sección infantil del zoológico. En abril de 1962 los reportes periodísticos afirmaron que los animales serían donados al zoológico principal, el cual planeó adquirir una base circular giratoria para su instalación. Los animales fueron oficialmente ofrecidos al zoológico en diciembre de 1963, ya que un periódico anunció que el distrito del parque solamente les había otorgado la autorización para usar las partes del carrusel, y para que algunos voluntarios restauraran los animales. El presidente de la Sociedad del Zoológico describió a los animales como “más grandes, más coloridos realísticamente, más detallados, más resistentes y con mayor variedad de animales que la basura de aluminio que ellos tiran hoy en día.”

### Restauración

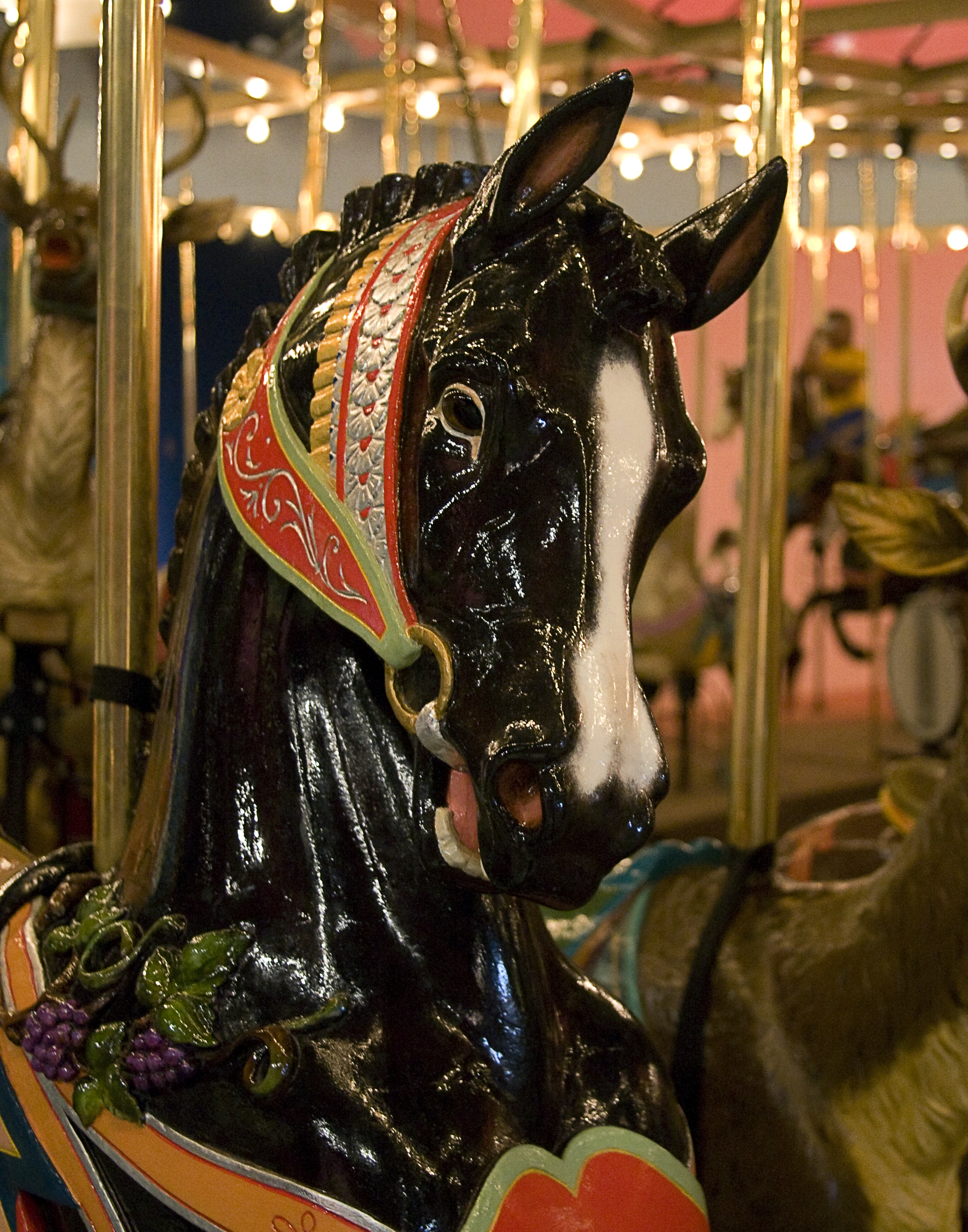
La cabeza de uno de los caballos del carrusel.

Las partes mecánicas fueron ensambladas en el quinto piso en noviembre de 1975, utilizando un mecanismo Mangel-Illions, que no era original. Fue agregado un órgano de carrusel Wurlitzer, que le pertenecía a un parque de atracciones en San Francisco, el cual antes de ser instalado en el Museo de los Niños de Indianápolis, fue reconstruido y reformado por Carval Stoots de Plainfield, Indiana, en 1976.
Un artista de Pennsylvania recreó la parte superior de los paneles de afuera, al estilo de los carruseles del periodo de la Guerra Mundial. El tallado de los paneles fue proporcionado por Allen y Rita Orre de Ohio y la Compañía Internacional de Dispositivos de Entretenimiento de Ohio; los espejos fueron producidos por una empresa vidriera en Indianápolis. Los paneles decorativos fueron hechos en la empresa de paneles Dentzel y fueron utilizados en 1976 y 1977, mientras que la réplica de paneles al estilo Mangels-Illions fueron construidos en el museo.
Los animales fueron restaurados entre 1975 y 1977 por Bill y Caroline Von Stein de Cincinnati, Ohio. Los Von Stein eran experimentados en otro tipo de trabajo para la conservación en museos, pero nunca habían restaurado animales de carrusel. Debido a la pésima condición de los animales, no se tuvo ningún intento de restaurarlos a su forma original; en cambio, sus restauradores fueron permitidos utilizar su propio criterio para escoger los colores y decoraciones apropiadas. Los únicos requerimientos del museo eran que la decoración fuera natural y sin pintura de alto brillo.

### Cambios desde la restauración inicial
El propulsor original del motor del carrusel era un mecanismo de correa, pero después de la restauración inicial fue cambiado por un mecanismo de fluido proporcionado por la compañía de Kissell Brothers Amusement Rides de Cincinnati, Ohio, quien sugirió que la plataforma del carrusel fuese mejorada. Para proveer control de la multitud, un pabellón fue construido sobre el carrusel y también fue instalado una cabina de boletos. Ninguno de los dos se basó en construcciones existentes, pero fueron compuestos de muchas otras estructuras. Los animales fueron removidos uno por uno del carrusel para la rutina de mantenimiento y restauración, la cual se lleva a cabo en las tiendas propias del museo.
El carrusel fue designado a National Historic Landmark el 27 de febrero de 1987 y el programa del mismo designó su condición como "satisfactoria" en 2008. El carrusel es el artefacto más grande visualizado en el museo y está disponible para ser montado por los visitantes.

## Composición del carrusel
El carrusel Dentzel de animales salvajes es uno de los tres más viejos que han sobrevivido. Treinta y uno de sus cuarenta y dos animales tallados son caballos, de los cuales 17 están fijos y 14 brincando. También hay tres cabras, tres jirafas, tres venados, un león y un tigre. El león y el tigre son animales típicos de un carrusel Dentzel, así como las tres jirafas; el amor que le tenía Gustav Dentzel a este animal era reflejado en al menos una hilera de jirafas en sus carruseles. Los animales están acomodados en tres círculos alrededor del mecanismo central, alternando caballos brincando con animales fijos. Para un típico carrusel Mangels- Illions, había 18 animales brincando de los cuales solo uno no era original; el caballo que no fue encontrado en 1975 fue remplazado por otro caballo Dentzel. Aunque originalmente los animales no eran tallados para exhibir joyas, en algún momento estos fueron muy llamativos en el parque de atracciones y fue por eso que el museo restauró todos los animales del círculo de afuera con joyas.
El mecanismo de alimentación de la marcha de este Mangels- Illions carrusel es de 40 pies (12,2 m) diámetro, pero no se sabe si es equiparable al mecanismo original del carrusel Mangels- Illions. El ensamble completo tiene un diámetro de 42 pies (12,8 m). El órgano, un Wurlitzer modelo 146B de 1919, está diseñado específicamente para carruseles.